# Mousse isolante d'urée-formaldéhyde
La mousse isolante d'urée-formaldéhyde (MIUF), aussi appelée mousse urée-formol, est constituée de résine urée-formol à laquelle on a ajouté un agent gonflant. Le mélange, qui s'apparente à de la mousse à raser, est habituellement injecté par air comprimé à l'intérieur des murs d'une habitation. Cet isolant fut très populaire en Amérique du Nord et en Europe durant les années 1970, mais de nombreuses allégations de problèmes de santé causés par le formaldéhyde relâché par la MIUF causent un déclin important de son utilisation au début des années 1980.

## Historique

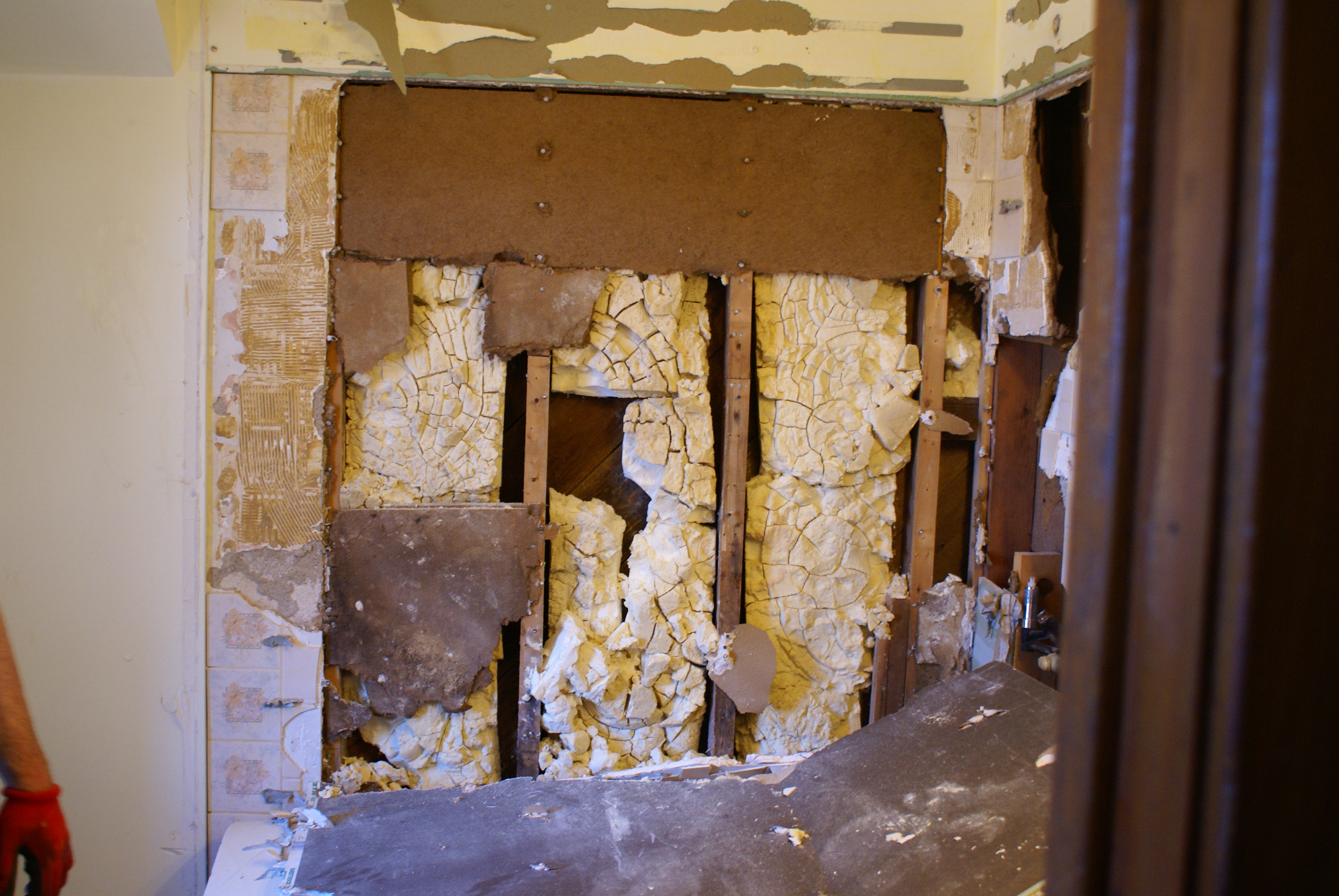
Anciens panneaux de mousse isolante expansée (Urée-formaldéhyde), découverts à l'occasion de la rénovation d'une salle de bain (2012)

Cette mousse auto-expansive fut synthétisée pour la première fois en 1884 par Hölzer, un collaborateur du chimiste allemand Bernhard Tollens. Mais ni Hölzer, ni Tollens ne réalisèrent que l'urée et le formaldéhyde polymérisaient. En 1896, Carl Goldschmidt s'intéressa de nouveau à cette réaction chimique, et retrouva un précipité amorphe, quasi-insoluble, mais sans, là encore, faire le rapprochement avec un phénomène de polymérisation ; il pensait que les molécules d'urée se recombinaient par paires avec trois molécules de formaldéhyde. Goldschmidt proposa d'utiliser cette réaction pour doser l'urée, et c'est dans cet esprit qu'en 1897, Hermann Thoms (1859–1931), chimiste à Berlin, l'étudia à son tour, et avança le premier que le produit de la réaction pourrait bien être un polymère. Enfin en 1919, Hanns John (1891–1942), ingénieur à Prague, fit breveter cette résine. La mousse d'urée-formaldéhyde est introduite en Amérique du Nord en 1959, et est employée dans la production de contreplaqué, tapis, teintures et autres produits. Sa première utilisation en tant que mousse isolante a lieu à New York en 1968, mais c'est au cours des années 1970, à la suite de la crise énergétique causée par le choc pétrolier de 1973, que la MIUF devient populaire.
L'attrait initial de la MIUF repose en son faible coût, sa capacité élevée d'isolation, et sa grande facilité d'utilisation, surtout dans le cas d'habitations existantes ; il suffit de percer des trous le long de la paroi extérieure et d'y injecter la mousse, une procédure grandement plus simple que l'ouverture d'un mur nécessaire lors de l'ajout d'isolant en nattes ou en rouleaux. Contrairement aux isolants en vrac (comme la fibre de verre et la laine minérale), la mousse se répand plus uniformément et ne s'affaisse pas avec le temps.
À la fin des années 1970, plus d'une centaine de milliers de personnes ont choisi d'isoler leur résidence à la MIUF. Au Canada, le gouvernement offre dès 1977 dans le cadre de son Programme d'isolation thermique des résidences canadiennes une subvention de 500 $ aux propriétaires qui adoptent cet isolant.
À la suite de nombreux rapports de problèmes de santé chez des personnes dont la résidence avait récemment été isolée à la MIUF, la Consumer Product Safety Commission oblige en mai 1980 les contracteurs américains à informer leurs clients quant aux risques reliés au formaldéhyde émis par la MIUF. www.cpsc.gov
En décembre 1980, le gouvernement canadien interdit temporairement l'utilisation de la MIUF ; cette interdiction devient permanente en avril 1981. Le gouvernement américain, via la CPSC, adopte la même position en mars 1982 ; l'interdiction sera toutefois levée en août 1983 à la suite d'un jugement de la cour d'appel américaine. www.cpsc.gov www.cpsc.gov

## Situation actuelle

### Canada
La MIUF étant classée comme « produit interdit » au Canada d'après la Loi sur les produits dangereux, la vente de cet isolant y est donc interdite.

### États-Unis
Bien qu'initialement interdite aux États-Unis en 1982, la MIUF y est légale depuis le renversement de cette interdiction par un jugement de la cour d'appel en 1983. Certains états ont toutefois décidé d'en interdire la vente sur leur territoire ; il s'agit des États de Californie, Connecticut, Massachusetts, New Hampshire, New Jersey et New York. L'état d'Ohio en a également restreint l'utilisation.

### France
L'utilisation de la MIUF en France ou sa détention sans autorisation est réprimée par l'amende de 5ème classe quintuplée pour les personnes morales comme en disposent les articles 131-38 du code pénal et les articles  9 et 10 du décret n° 88-683 du 6 mai 1988 qui dictent les conditions acceptables et précises de son injection.

### Royaume-Uni
L'utilisation de la MIUF au Royaume-Uni est régie par les codes de pratique BS 5617:1985 et BS 5618:1985. Plus d'un million de résidences ont été isolées à la MIUF. www.hse.gov.uk